# Кршкани
Кршкани (слч. Krškany) насељено је мјесто са административним статусом сеоске општине (слч. obec) у округу Љевице, у Њитранском крају, Словачка Република.

## Становништво
| Година:    | 1994. | 2004.   | 2014.   | 2024.    |
| ---------- | ----- | ------- | ------- | -------- |
| Број људи: | 769   | 730     | 749     | 830      |
| Разлика:   |       | -5,07 % | +2,60 % | +10,81 % |

| Година:    | 2023. | 2024.   |
| ---------- | ----- | ------- |
| Број људи: | 815   | 830     |
| Разлика:   |       | +1,84 % |

Према подацима о броју становника из 2011. године насеље је имало 776 становника.